# Pergalumna punctulata
Pergalumna punctulata är en kvalsterart som beskrevs av Balogh och Sandór Mahunka 1967. Pergalumna punctulata ingår i släktet Pergalumna och familjen Galumnidae. Inga underarter finns listade i Catalogue of Life.